# Municipio de Lerum
El municipio de Lerum (en sueco: Lerums kommun) es un municipio en la provincia de Västra Götaland, al suroeste de Suecia. Su sede se encuentra en la ciudad de Lerum. El municipio obtuvo su tamaño actual n 1969, cuando el viejo Lerum se fusionó con Skallsjö y Stora Lundby.

## Localidades
Hay 7 áreas urbanas (tätort) en el municipio:
| # | Tätort     | Población |
| - | ---------- | --------- |
| 1 | Lerum      | 27 791    |
| 2 | Gråbo      | 6441      |
| 3 | Sjövik     | 1109      |
| 4 | Björboholm | 1093      |
| 5 | Tollered   | 909       |
| 6 | Öxeryd     | 625       |
| 7 | Slätthult  | 230       |

## Ciudades hermanas
Lerum está hermanado o tiene tratado de cooperación con:
- Baldone, Letonia